# Rineloricaria maacki
Rineloricaria maacki és una espècie de peix de la família dels loricàrids i de l'ordre dels siluriformes.

## Morfologia
Els mascles poden assolir els 13,6 cm de longitud total.

## Distribució geogràfica
Es troba a la conca del riu Paranà al Brasil.